# Clarkeite
La clarkeite (simbolo IMA: Cke) è un raro minerale della famiglia degli "ossidi e idrossidi" con composizione chimica Na(UO2)O(OH) • nH2O.

## Etimologia e storia
La clarkeite è stata chiamata in questo modo nel 1931 da Clarence S. Ross, Edward P. Henderson e Eugene Waldemar Posnjak in onore di Frank Wigglesworth Clarke (1847 - 1931), chimico minerario statunitense ed ex chimico capo dello United States Geological Survey. Clarke studiò la composizione della crosta terrestre.

## Classificazione
La classica nona edizione della sistematica dei minerali di Strunz, aggiornata dall'Associazione Mineralogica Internazionale (IMA) fino al 2009, elenca la clarkeite nella classe "4. Ossidi (idrossidi, V[5,6] vanadati, arseniti, antimoniti, bismutiti, solfiti, seleniti, telluriti, iodati)" e nella sottoclasse "4.G Idrossidi di uranile"; questa viene più finemente suddivisa in base alla dimensione dei cationi coinvolti e alla struttura cristallina del minerale, in modo tale da trovare la clarkeite nella sezione "4.GC Con cationi aggiuntivi; con principalmente poliedri esagonali UO2(O,OH)6" dove è l'unico membro del sistema nº 4.GC.05.
Tale classificazione viene mantenuta invariata anche nell'edizione successiva, proseguita dal database "mindat.org" e chiamata Classificazione Strunz-mindat.
Nella Sistematica dei lapis (Lapis-Systematik) di Stefan Weiß la clarkeite si trova nella classe degli "ossidi" e nella sottoclasse degli "idrossidi e idrati di uranile ([UO2]2+)" dove forma il sistema nº IV/H.05 come unico membro.
Anche la classificazione dei minerali secondo Dana, utilizzata principalmente nel mondo anglosassone, elenca la clarkeite nella famiglia degli "ossidi e idrossidi"; qui è nella classe degli "ossidi contenenti uranio e torio" e nella sottoclasse degli "ossidi di uranio e torio contenenti elementi di metalli alcalino-terrosi (idrati)" dove forma il sistema nº 05.04.01 come unico membro.

## Abito cristallino
La clarkeite cristallizza nel sistema trigonale nel gruppo spaziale R3m (gruppo nº 166) con i parametri di cella a = 3,954(1) Å, c = 17,660(3) Å, oltre ad avere 3 unità di formula per cella unitaria.

## Origine e giacitura
La clarkeite si forma per sostituzione dell'uraninite, come prodotto di alterazione idrotermale allo stadio di asalato; la paragenesi è con becquerelite, curite, fourmarierite, gummite, quarzo, uraninite, uranofane, vandendriesscheite e wölsendorfite.
La clarkeite è rara e pertanto è stata trovata in pochi siti sparsi per il mondo. Negli Stati Uniti è concentrata la maggior parte di luoghi di ritrovamento per questo minerale: vi sono la sua località tipo, la miniera "Deer Park nº 2" (35.9325°N 82.10416°W) presso Penland (contea di Mitchell, nella Carolina del Nord - Stati Uniti) e, sempre nel medesimo Stato, ritrovamenti anche nelle contee di Avery e di Yancey. La clarkeite è stata rinvenuta anche nelle contee di Rockingham e di Grafton (New Hampshire); nella contea di Oxford (Maine), la census Area di Yukon-Koyukuk (Alaska).
Altri luoghi si trovano in Canada, Argentina, Brasile e India; per quanto riguarda l'Europa, ci sono stati ritrovamenti in Ucraina, Romania, Norvegia, Ungheria e Repubblica Ceca.

## Forma in cui si presenta in natura
La clarkeite si presenta come sostituzioni microcristalline dense di uraninite, che possono essere mineralogicamente zonate.
Questi microcristalli, aventi opacità traslucida, possiedono lucentezza da resinosa a grassa e colore rosso-marrone scuro o marrone scuro; il colore dello striscio è marrone giallastro.

## Caratteristiche chimico-fisiche
La clarkeite è leggermente pleocroica, di colore arancio scuro lungo {\displaystyle x}, meno scuro lungo {\displaystyle y} e molto scuro lungo {\displaystyle z}.
A causa del contenuto di uranio pari a circa il 67,21% il minerale è radioattivo con un'attività specifica di 120,301 kBq/g (per confronto, il potassio naturale ha un'attività specifica pari a 31,2 Bq/g).